# Vệ Tuệ
Chu Vệ Tuệ (chữ Hán: 周卫慧; thường được biết đến với cái tên Vệ Tuệ; sinh năm 1973 tại Ninh Ba, tỉnh Chiết Giang) là một nhà văn người Trung Quốc, cô thuộc dòng văn học lánh loại (另类, lìnglèi ), sở trường là viết truyện ngắn.

## Tiểu sử
Sau khi tốt nghiệp khoa Ngôn ngữ và Văn học của trường Đại học Phúc Đán vào năm 1995, cô lại làm một công việc khác chuyên ngành, là một nhà báo và biên tập trong truyền hình. Nhưng cô vẫn thường xuyên viết truyện ngắn và tiểu thuyết. Vệ Tuệ đã từng gây chấn động văn đàn Trung Quốc về đề tài tính dục vào những năm thập kỷ 90. Cuốn "Cục cưng Thượng Hải" của cô từng bị báo chí Trung Quốc lên án và bị cấm lưu hành trong cả nước vì nội dung đồi trụy, trụy lạc (theo nhận định của cơ quan quản lý sách báo Trung Quốc).
Cô đã từng tự sự: "...Tôi thường ngồi viết trong tiếng hát rất hay nhưng mang tính hủy diệt của Kurt Cobain, viết những chữ hay, rất hay, để tôi và bạn bè của tôi phân biệt với những người tương tự tôi, viết những chữ như đóa hoa bí ẩn, là đóa hoa bí ẩn..."
Tác phẩm của Vệ Tuệ là những câu chuyện không hẳn là chuyện mà là một cách nhìn, một cách sống, một tuyên ngôn mới cho một lớp trẻ mới, mà tác giả là đại diện. Truyện của cô chỉ xoay quanh một chủ đề, đó là tính dục, với những nhân vật có những cuộc tình không có tình yêu mà gần như chỉ bằng sự nổi loạn của thân xác. Tuy nhiên, so với các nhà văn cùng thời, Vệ Tuệ được báo giới đánh giá cao qua các truyện ngắn với tính nghệ thuật, ngôn từ và lối hành văn chuyên nghiệp.
Tác phẩm "Thượng Hải bảo bối", một cuốn tiểu thuyết viết theo lối bán tự truyện, sẽ được dựng thành phim và đây lại là một thành công nữa của cô sau những tác phẩm được phát hành bằng 30 thứ tiếng trên thế giới.

## Tác phẩm chính
- Điên cuồng như Vệ Tuệ
- Cục cưng Thượng Hải (hay "Thượng Hải bảo bối")
- Ngải Hạ
- Thiền trong tôi
- Tiếng kêu của bươm bướm
- Linh hồn lạc lối